# Llista de comunes de la Catalunya del Nord
Aquests són els 198 municipis de la Catalunya del Nord. No s'hi inclouen els municipis de parla occitana del departament francès dels Pirineus Orientals:
| Nom                                   | Comarca   | Població | Destacat                                                                |
| ------------------------------------- | --------- | -------- | ----------------------------------------------------------------------- |
| Aiguatèbia i Talau                    | Conflent  | 44       |                                                                         |
| L'Albera                              | Vallespir | 63       |                                                                         |
| Alenyà                                | Rosselló  | 3.712    |                                                                         |
| Els Angles                            | Capcir    | 584      | El més poblat del Capcir                                                |
| Angostrina i Vilanova de les Escaldes | Cerdanya  | 548      |                                                                         |
| Arboçols                              | Conflent  | 130      |                                                                         |
| Argelers                              | Rosselló  | 10.779   |                                                                         |
| Arles                                 | Vallespir | 2.805    |                                                                         |
| Bages de Rosselló                     | Rosselló  | 4.519    |                                                                         |
| Baixàs                                | Rosselló  | 2.784    |                                                                         |
| Els Banys i Palaldà                   | Vallespir | 3.553    |                                                                         |
| Banyuls de la Marenda                 | Rosselló  | 4.583    |                                                                         |
| Banyuls dels Aspres                   | Rosselló  | 1.397    |                                                                         |
| Bao                                   | Rosselló  | 3.266    |                                                                         |
| El Barcarès                           | Rosselló  | 6.203    |                                                                         |
| La Bastida                            | Rosselló  | 62       |                                                                         |
| Bolquera                              | Cerdanya  | 805      |                                                                         |
| Bompàs                                | Rosselló  | 7.712    |                                                                         |
| Brullà                                | Rosselló  | 1.586    |                                                                         |
| Bula d'Amunt                          | Rosselló  | 64       |                                                                         |
| Bulaternera                           | Rosselló  | 953      |                                                                         |
| La Cabanassa                          | Cerdanya  | 700      |                                                                         |
| Cabestany                             | Rosselló  | 10.414   |                                                                         |
| Calce                                 | Rosselló  | 224      |                                                                         |
| Calmella                              | Rosselló  | 60       |                                                                         |
| Cameles                               | Rosselló  | 463      |                                                                         |
| Campome                               | Conflent  | 120      |                                                                         |
| Canavelles                            | Conflent  | 43       |                                                                         |
| Canet de Rosselló                     | Rosselló  | 13.005   |                                                                         |
| Cànoes                                | Rosselló  | 6.575    |                                                                         |
| Casafabre                             | Rosselló  | 43       | El menys poblat del Rosselló                                            |
| Cases de Pena                         | Rosselló  | 978      |                                                                         |
| Castell de Vernet                     | Conflent  | 140      |                                                                         |
| Castellnou dels Aspres                | Rosselló  | 286      |                                                                         |
| Catllà                                | Conflent  | 724      |                                                                         |
| Caudiers de Conflent                  | Conflent  | 21       | El menys poblat del Conflent i de la Catalunya Nord                     |
| Censà                                 | Conflent  | 31       |                                                                         |
| Ceret                                 | Vallespir | 7.544    | El més poblat del Vallespir                                             |
| Cervera de la Marenda                 | Rosselló  | 1.213    |                                                                         |
| Clairà                                | Rosselló  | 4.801    |                                                                         |
| Clarà i Villerac                      | Conflent  | 267      |                                                                         |
| Les Cluses                            | Vallespir | 258      |                                                                         |
| Codalet                               | Conflent  | 353      |                                                                         |
| Conat                                 | Conflent  | 63       |                                                                         |
| Corbera                               | Rosselló  | 780      |                                                                         |
| Corbera la Cabana                     | Rosselló  | 1.155    |                                                                         |
| Cornellà de Conflent                  | Conflent  | 532      |                                                                         |
| Cornellà de la Ribera                 | Rosselló  | 2.013    |                                                                         |
| Cornellà del Bercol                   | Rosselló  | 2.679    |                                                                         |
| Cortsaví                              | Vallespir | 247      |                                                                         |
| Costoja                               | Vallespir | 93       |                                                                         |
| Cotlliure                             | Rosselló  | 2.637    |                                                                         |
| Dorres                                | Cerdanya  | 178      |                                                                         |
| Èguet                                 | Cerdanya  | 418      |                                                                         |
| Eina                                  | Cerdanya  | 149      |                                                                         |
| Elna                                  | Rosselló  | 9.479    |                                                                         |
| Enveig                                | Cerdanya  | 614      |                                                                         |
| Er                                    | Cerdanya  | 714      |                                                                         |
| Escaró                                | Conflent  | 127      |                                                                         |
| Espirà de Conflent                    | Conflent  | 220      |                                                                         |
| Espirà de l'Aglí                      | Rosselló  | 3.525    |                                                                         |
| Estagell                              | Rosselló  | 2.124    |                                                                         |
| Estavar                               | Cerdanya  | 455      |                                                                         |
| Estoer                                | Conflent  | 154      |                                                                         |
| Eus                                   | Conflent  | 381      |                                                                         |
| Fillols                               | Conflent  | 208      |                                                                         |
| Finestret                             | Conflent  | 201      |                                                                         |
| Fontpedrosa                           | Conflent  | 122      |                                                                         |
| Font-rabiosa                          | Capcir    | 137      |                                                                         |
| Font-romeu, Odelló i Vià              | Cerdanya  | 1.770    | El més poblat de la Cerdanya                                            |
| Formiguera                            | Capcir    | 491      |                                                                         |
| Forques                               | Rosselló  | 1.333    |                                                                         |
| Fullà                                 | Conflent  | 435      |                                                                         |
| Glorianes                             | Conflent  | 16       |                                                                         |
| La Guingueta d'Ix                     | Cerdanya  | 1.194    |                                                                         |
| Illa                                  | Rosselló  | 5.546    |                                                                         |
| Jóc                                   | Conflent  | 396      |                                                                         |
| Jújols                                | Conflent  | 42       |                                                                         |
| La Llaguna                            | Capcir    | 216      |                                                                         |
| Llauró                                | Rosselló  | 314      |                                                                         |
| Llo                                   | Cerdanya  | 156      |                                                                         |
| Llupià                                | Rosselló  | 2.169    |                                                                         |
| Marqueixanes                          | Conflent  | 585      |                                                                         |
| Els Masos                             | Conflent  | 972      |                                                                         |
| Matamala                              | Capcir    | 279      |                                                                         |
| La Menera                             | Vallespir | 54       | El menys poblat del Vallespir                                           |
| Mentet                                | Conflent  | 35       |                                                                         |
| Millars                               | Rosselló  | 4.325    |                                                                         |
| Molig                                 | Conflent  | 248      |                                                                         |
| Montboló                              | Vallespir | 179      |                                                                         |
| Montescot                             | Rosselló  | 1.595    |                                                                         |
| Montesquiu d'Albera                   | Rosselló  | 1.283    |                                                                         |
| Montferrer                            | Vallespir | 216      |                                                                         |
| Montlluís                             | Cerdanya  | 150      |                                                                         |
| Montner                               | Rosselló  | 328      |                                                                         |
| Montoriol                             | Rosselló  | 251      |                                                                         |
| Morellàs i les Illes                  | Vallespir | 2.859    |                                                                         |
| Mosset                                | Conflent  | 313      |                                                                         |
| Naüja                                 | Cerdanya  | 75       |                                                                         |
| Nefiac                                | Rosselló  | 1.371    |                                                                         |
| Noedes                                | Conflent  | 60       |                                                                         |
| Nyer                                  | Conflent  | 150      |                                                                         |
| Oceja                                 | Cerdanya  | 1.376    |                                                                         |
| Oleta i Èvol                          | Conflent  | 337      |                                                                         |
| Oms                                   | Rosselló  | 354      |                                                                         |
| Òpol i Perellós                       | Rosselló  | 1.218    |                                                                         |
| Orbanyà                               | Conflent  | 45       |                                                                         |
| Orellà                                | Conflent  | 27       |                                                                         |
| Ortafà                                | Rosselló  | 1.889    |                                                                         |
| Paçà                                  | Rosselló  | 1.079    |                                                                         |
| Palau de Cerdanya                     | Cerdanya  | 408      |                                                                         |
| Palau del Vidre                       | Rosselló  | 3.232    |                                                                         |
| Paretstortes                          | Rosselló  | 1.808    |                                                                         |
| Perpinyà                              | Rosselló  | 120.996  | El més poblat del Rosselló i de la Catalunya Nord, la capital històrica |
| El Pertús                             | Vallespir | 565      |                                                                         |
| Pesillà de la Ribera                  | Rosselló  | 4.048    |                                                                         |
| Pi de Conflent                        | Conflent  | 79       |                                                                         |
| Pià                                   | Rosselló  | 11.174   |                                                                         |
| Planès                                | Cerdanya  | 56       |                                                                         |
| Pollestres                            | Rosselló  | 5.489    |                                                                         |
| Pontellà                              | Rosselló  | 3.012    |                                                                         |
| Porta                                 | Cerdanya  | 103      |                                                                         |
| Portè                                 | Cerdanya  | 102      |                                                                         |
| Portvendres                           | Rosselló  | 3.976    |                                                                         |
| Prada                                 | Conflent  | 6.166    | El més poblat del Conflent                                              |
| Prats de Molló i la Presta            | Vallespir | 1.114    |                                                                         |
| Prunet i Bellpuig                     | Rosselló  | 45       |                                                                         |
| Puigbalador                           | Capcir    | 57       |                                                                         |
| Queixàs                               | Rosselló  | 131      |                                                                         |
| Ralleu                                | Conflent  | 23       |                                                                         |
| Real                                  | Capcir    | 75       | El menys poblat del Capcir                                              |
| Reiners                               | Vallespir | 1.234    |                                                                         |
| Rià i Cirac                           | Conflent  | 1.294    |                                                                         |
| Ribesaltes                            | Rosselló  | 9.151    |                                                                         |
| Rigardà                               | Conflent  | 700      |                                                                         |
| La Roca d'Albera                      | Rosselló  | 2.245    |                                                                         |
| Rodès                                 | Conflent  | 717      |                                                                         |
| Salelles                              | Rosselló  | 5.724    |                                                                         |
| Sallagosa                             | Cerdanya  | 1.161    |                                                                         |
| Salses                                | Rosselló  | 3.888    |                                                                         |
| Sant Andreu de Sureda                 | Rosselló  | 3.395    |                                                                         |
| Sant Cebrià de Rosselló               | Rosselló  | 11.995   |                                                                         |
| Sant Esteve del Monestir              | Rosselló  | 11.673   |                                                                         |
| Sant Feliu d'Amunt                    | Rosselló  | 1.262    |                                                                         |
| Sant Feliu d'Avall                    | Rosselló  | 2.934    |                                                                         |
| Sant Genís de Fontanes                | Rosselló  | 2.985    |                                                                         |
| Sant Hipòlit de la Salanca            | Rosselló  | 3.177    |                                                                         |
| Sant Joan la Cella                    | Rosselló  | 1.578    |                                                                         |
| Sant Joan de Pladecorts               | Vallespir | 2.283    |                                                                         |
| Sant Llorenç de Cerdans               | Vallespir | 1.020    |                                                                         |
| Sant Llorenç de la Salanca            | Rosselló  | 9.941    |                                                                         |
| Sant Marçal                           | Rosselló  | 73       |                                                                         |
| Sant Miquel de Llotes                 | Rosselló  | 360      |                                                                         |
| Sant Nazari de Rosselló               | Rosselló  | 2.786    |                                                                         |
| Sant Pere dels Forcats                | Cerdanya  | 261      |                                                                         |
| Santa Coloma de Tuïr                  | Rosselló  | 172      |                                                                         |
| Santa Llocaia                         | Cerdanya  | 140      |                                                                         |
| Santa Maria la Mar                    | Rosselló  | 4.749    |                                                                         |
| Saorra                                | Conflent  | 399      |                                                                         |
| Sautó                                 | Conflent  | 102      |                                                                         |
| Serdinyà                              | Conflent  | 233      |                                                                         |
| Serrallonga                           | Vallespir | 243      |                                                                         |
| Soanyes                               | Conflent  | 31       |                                                                         |
| El Soler                              | Rosselló  | 7.896    |                                                                         |
| Sureda                                | Rosselló  | 3.500    |                                                                         |
| Talteüll                              | Rosselló  | 911      |                                                                         |
| Tarerac                               | Conflent  | 43       |                                                                         |
| Targasona                             | Cerdanya  | 194      |                                                                         |
| Taurinyà                              | Conflent  | 327      |                                                                         |
| El Tec                                | Vallespir | 97       |                                                                         |
| Tellet                                | Rosselló  | 106      |                                                                         |
| Terrats                               | Rosselló  | 799      |                                                                         |
| Tesà                                  | Rosselló  | 2.181    |                                                                         |
| Teulís                                | Rosselló  | 58       |                                                                         |
| Toès i Entrevalls                     | Conflent  | 26       |                                                                         |
| Toluges                               | Rosselló  | 7.375    |                                                                         |
| La Tor de Querol                      | Cerdanya  | 472      |                                                                         |
| Torderes                              | Rosselló  | 186      |                                                                         |
| La Torre d'Elna                       | Rosselló  | 3.224    |                                                                         |
| Torrelles de la Salanca               | Rosselló  | 3.793    |                                                                         |
| Trasserra                             | Rosselló  | 1.171    |                                                                         |
| Trullars                              | Rosselló  | 2.291    |                                                                         |
| Tuïr                                  | Rosselló  | 8.215    |                                                                         |
| Ur                                    | Cerdanya  | 366      |                                                                         |
| Vallcebollera                         | Cerdanya  | 35       | El menys poblat de la Cerdanya                                          |
| Vallestàvia                           | Conflent  | 117      |                                                                         |
| Vallmanya                             | Conflent  | 34       |                                                                         |
| Vernet                                | Conflent  | 1.441    |                                                                         |
| Vilafranca de Conflent                | Conflent  | 205      |                                                                         |
| Vilallonga de la Salanca              | Rosselló  | 3.318    |                                                                         |
| Vilallonga dels Monts                 | Rosselló  | 1.917    |                                                                         |
| Vilamulaca                            | Rosselló  | 1.289    |                                                                         |
| Vilanova de la Ribera                 | Rosselló  | 1.360    |                                                                         |
| Vilanova de Raò                       | Rosselló  | 4.416    |                                                                         |
| Vinçà                                 | Conflent  | 2.205    |                                                                         |
| Vingrau                               | Rosselló  | 541      |                                                                         |
| Vivers                                | Rosselló  | 182      |                                                                         |
| El Voló                               | Rosselló  | 5.396    |                                                                         |